# Palazzo San Carlo (Città del Vaticano)
Il Palazzo San Carlo è un palazzo sito in Piazza di Santa Marta nella Città del Vaticano che fu costruito nel 1932 sul sito dell'edificio dell'Ospedale delle Suore di San Carlo Borromeo su progetto dell'architetto Giuseppe Momo. Ospita la sede dell'Autorità di supervisione e informazione finanziaria. Nel palazzo risiedono anche diversi ecclesiastici tra cui il cardinale Tarcisio Bertone.